# Królestwo Burgundii
Królestwo Burgundii – nazwa, określająca kilka państw, istniejących w różnym w czasie i miejscu w średniowieczu. Wskazywane liczby królestw Burgundii to w zależności jak kategoryzować kolejne państwa to: pięć, sześć lub siedem:
- Królestwo Burgundów – powstało ok. 409 roku, rozgromione przez Rzymian w 436 roku,
- drugie Królestwo Burgundów – od V wieku do 534 roku,
- Królestwo Burgundii – w ramach monarchii Merowingów i Karolingów, od VI wieku, odrębne do 687 roku,
- Królestwo Górnej Burgundii – powstałe po podziale ziem cesarza Lotara I w 855, otrzymał je, wraz z Lotaryngią Lotar II,
- Królestwo Dolnej Burgundii (Prowansji) – powstałe po podziale ziem cesarza Lotara I w 855, otrzymał je Karol z Prowansji,
- Królestwo Burgundii (Arelat) – powstałe po zjednoczeniu Dolnej i Górnej Burgundii w 933 roku, istniało jako niezależne do 1039,

## Królestwa Burgundów

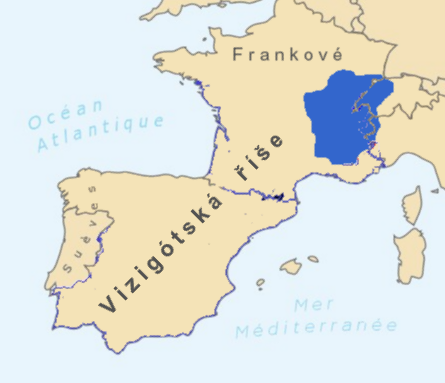
Królestwo Burgundii w V wieku

Pierwsze udokumentowane Królestwo Burgundii powstało około 409 roku, kiedy plemię Burgundów wkroczyło do Cesarstwa Rzymskiego. Utworzyli oni państwo z głównymi ośrodkami w Wormacji i Moguncji. Zostali oni jednak rozgromieni przez wojska rzymskie w 436. Niedobitki Burgundów zostały wcielone do legionów rzymskich. Brali udział w bitwie na Polach Katalaunijskich w 451 roku po stronie Rzymian (choć niektóre grupy Burgundów prawdopodobnie walczyły po stronie Hunów). Za walkę dostali oni ziemię w dzisiejszej Prowansji, Sabaudii, a pieśń sławiąca ich odwagę to słynna Pieśń o Nibelungach. Ich państwo istniało aż do podboju ich ziem przez Franków w 534 r.

## Królestwo Burgundii w czasach frankijskich
Na skutek podziałów dynastycznych z państwa frankijskiego utworzyły się trzy królestwa: Austrazja, Neustria i Burgundia. Dopiero w 687 państwo Franków zostało ponownie zjednoczone. Weszło w skład Państwa środkowofrankijskiego.

## Królestwa Dolnej i Górnej Burgundii

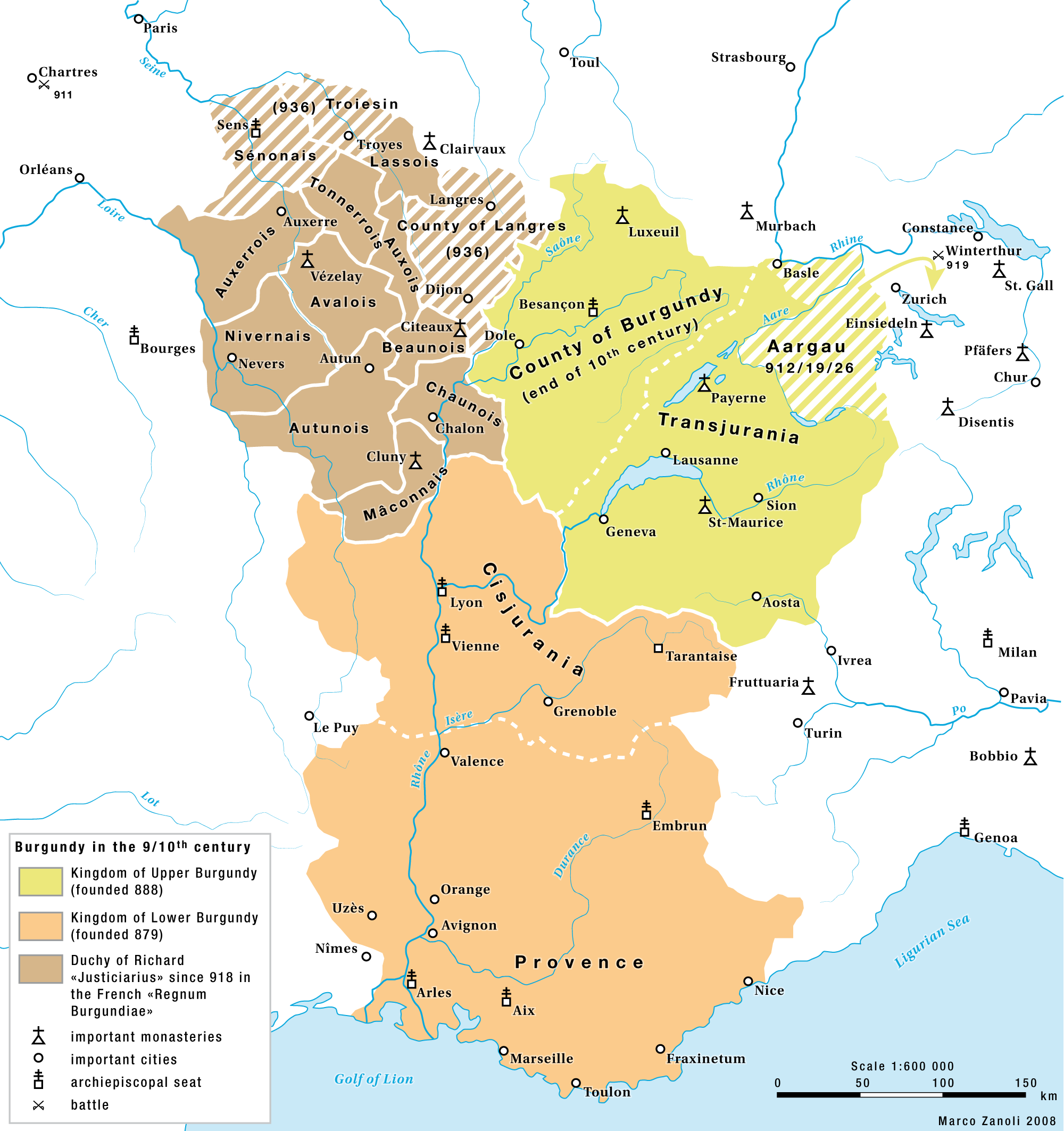
Królestwa Górnej (kolor żółty) i Dolnej (kolor pomarańczowy) Burgundii. Na brązowo zaznaczono Księstwo Burgundii w ramach Królestwa Franków Zachodnich

W 855 roku Państwo Burgundzkie rozpadło się po podziale ziem zmarłego cesarza Lotara I w 855. Obydwa dostały się pod koniec IX wieku w ręce niezależnych dynastii i uniezależniły.

## Królestwo Burgundii (Arelat)
Powstało po zjednoczeniu Dolnej i Górnej Burgundii w 933. Istniało ono jako królestwo nominalnie zależne od Świętego Cesarstwa Rzymskiego ze stolicą w Arles, zwane też królestwem Arles lub Arelat. W 1032 roku zostało ono włączone do Świętego Cesarstwa Rzymskiego.